# Krivec (priimek)
Krivec je 106. najbolj pogost priimek v Sloveniji, ki ga je po podatkih Statističnega urada Republike Slovenije na dan 31. decembra 2007 uporabljalo 1.284 oseb, na dan 1. januarja 2010 pa 1.280 oseb.

## Znani nosilci priimka
- Amer Krivec (1928—1982), gozdar
- Anže Krivec (*1983), hokejist
- Bernard Krivec (*1928), gospodarstvenik
- Ivan Krivec, španski borec
- Danijel Krivec (*1965), politik, veteran vojne za Slovenijo
- Izidor Krivec, gospodarstvenik, direktor Celjskih mesnin
- Jana Krivec (*1980), psihologinja, šahovska velemojstrica
- Jože Krivec (1916—1991), pesnik, pisatelj, publicist, urednik, kritik
- Lucijan Krivec (1929—2011), agronom, gospodarstvenik
- Marko Krivec, kemik
- Miran Krivec, krajinski arhitekt (ZVKDS Maribor)
- Pavel Krivec, španski borec
- Rajmund Krivec (*1956), jedrski fizik
- Slavko Krivec (*1930), šahist